# Ungheria ai Giochi della XV Olimpiade
L'Ungheria ha partecipato ai Giochi della XV Olimpiade, svoltisi ad Helsinki, dal 19 luglio al 3 agosto 1952,
con una delegazione di 189 atleti, di cui 27 donne, impegnati in 15 discipline,
aggiudicandosi 16 medaglie d'oro, 10 medaglie d'argento e 16 medaglie di bronzo.

## Medagliere

### Per discipline
| Sport              | Oro | Argento | Bronzo | Totale |
| ------------------ | --- | ------- | ------ | ------ |
| Nuoto              | 4   | 2       | 1      | 7      |
| Scherma            | 2   | 2       | 2      | 6      |
| Ginnastica         | 2   | 1       | 5      | 8      |
| Lotta greco-romana | 2   | 1       | 0      | 3      |
| Pentathlon moderno | 1   | 1       | 1      | 3      |
| Tiro               | 1   | 1       | 1      | 3      |
| Atletica leggera   | 1   | 0       | 4      | 5      |
| Calcio             | 1   | 0       | 0      | 1      |
| Pallanuoto         | 1   | 0       | 0      | 1      |
| Pugilato           | 1   | 0       | 0      | 1      |
| Canoa/kayak        | 0   | 2       | 1      | 3      |
| Lotta libera       | 0   | 0       | 1      | 1      |
| Totale             | 16  | 10      | 16     | 42     |

### Medaglie
| Medaglia | Atleta | Sport              | Evento                                       |
| -------- | --- | ------------------ | -------------------------------------------- |
| Oro      | József Csermák | Atletica leggera   | Lancio del martello                          |
| Oro      | Ungheria | Calcio             | Torneo                                       |
| Oro      | Ágnes Keleti | Ginnastica         | Corpo libero femminile                       |
| Oro      | Margit Korondi | Ginnastica         | Parallele asimmetriche                       |
| Oro      | Imre Hódos | Lotta greco-romana | Pesi gallo                                   |
| Oro      | Miklós Szilvásy | Lotta greco-romana | Pesi welter                                  |
| Oro      | Katalin Szőke | Nuoto              | 100 metri stile libero femminili             |
| Oro      | Valéria Gyenge | Nuoto              | 400 metri stile libero femminili             |
| Oro      | Ilona Novák Judit Temes Éva Novák Katalin Szőke | Nuoto              | Staffetta 4x100 metri stile libero femminile |
| Oro      | Éva Székely | Nuoto              | 200 metri rana femminili                     |
| Oro      | Ungheria | Pallanuoto         | Torneo Maschile                              |
| Oro      | Gábor Benedek István Szondy Aladár Kovácsi | Pentathlon moderno | Gara a squadre                               |
| Oro      | László Papp | Pugilato           | Pesi superwelter                             |
| Oro      | Pál Kovács | Scherma            | Sciabola individuale maschile                |
| Oro      | Aladár Gerevich Tibor Berczelly Rudolf Kárpáti Pál Kovács László Rajcsányi Bertalan Papp                                                                | Scherma            | Sciabola a squadre maschile                  |
| Oro      | Károly Takács | Tiro               | Pistola 25 metri                             |
| Argento  | János Parti | Canoa/kayak        | C1 1000 metri maschile                       |
| Argento  | Gábor Novák | Canoa/kayak        | C1 10000 metri maschile                      |
| Argento  | Margit Korondi Ágnes Keleti Edit Weckinger-Perényi Olga Tass-Lemhényi Erzsébet Gulyás-Köteles Mária Kövi-Zalai Andrea Bodó-Molnár Irén Karcsis-Daruházi | Ginnastica         | Concorso a squadre femminile                 |
| Argento  | Imre Polyák | Lotta greco-romana | Pesi piuma                                   |
| Argento  | Éva Novák | Nuoto              | 400 metri stile libero femminili             |
| Argento  | Éva Novák | Nuoto              | 200 metri rana femminili                     |
| Argento  | Gábor Benedek | Pentathlon moderno | Gara individuale                             |
| Argento  | Aladár Gerevich | Scherma            | Sciabola individuale maschile                |
| Argento  | Ilona Elek | Scherma            | Fioretto individuale femminile               |
| Argento  | Szilárd Kun | Tiro               | Pistola 25 metri                             |
| Bronzo   | László Zarándi Géza Varasdi György Csányi Béla Goldoványi                                                                                               | Atletica leggera   | Staffetta 4×100 metri maschile               |
| Bronzo   | Antal Róka | Atletica leggera   | Marcia 50 km                                 |
| Bronzo   | Ödön Földessy | Atletica leggera   | Salto in lungo maschile                      |
| Bronzo   | Imre Németh | Atletica leggera   | Lancio del martello                          |
| Bronzo   | Ferenc Varga József Gurovits | Canoa/kayak        | K2 10000 metri maschile                      |
| Bronzo   | Margit Korondi Ágnes Keleti Edit Weckinger-Perényi Olga Tass-Lemhényi Erzsébet Gulyás-Köteles Mária Kövi-Zalai Andrea Bodó-Molnár Irén Karcsis-Daruházi | Ginnastica         | Attrezzi a squadre femminile                 |
| Bronzo   | Margit Korondi | Ginnastica         | Concorso individuale femminile               |
| Bronzo   | Margit Korondi | Ginnastica         | Corpo libero femminile                       |
| Bronzo   | Ágnes Keleti | Ginnastica         | Parallele asimmetriche                       |
| Bronzo   | Margit Korondi | Ginnastica         | Trave                                        |
| Bronzo   | György Gurics | Lotta libera       | Pesi medi                                    |
| Bronzo   | Judit Temes | Nuoto              | 100 metri stile libero femminili             |
| Bronzo   | István Szondy | Pentathlon moderno | Gara individuale                             |
| Bronzo   | Endre Tilli Aladár Gerevich Endre Palócz Lajos Maszlay Tibor Berczelly József Sákovics                                                                  | Scherma            | Fioretto a squadre maschile                  |
| Bronzo   | Tibor Berczelly | Scherma            | Sciabola individuale maschile                |
| Bronzo   | Ambrus Balogh | Tiro               | Pistola 50 metri                             |

## Risultati

### Calcio
| Atleta | Classifica |                     |
| --- | --- | ------------------- |
| V · D · M Nazionale olimpica ungherese · Calcio ai Giochi Olimpici Estivi 1952 1 Gellér · 2 Grosics · 3 Buzánszky · 4 Lantos · 8 Dalnoki · 9 Lóránt · 10 Bozsik · 11 Kovács · 12 Zakariás · 13 Budai · 14 Csordás · 15 Kocsis · 16 Hidegkuti · 18 Palotás · 19 Puskás · 20 Czibor · CT : Sebes | Oro |                     |
| Nazionale olimpica ungherese · Calcio ai Giochi Olimpici Estivi 1952 | |                     |
| 1 Gellér · 2 Grosics · 3 Buzánszky · 4 Lantos · 8 Dalnoki · 9 Lóránt · 10 Bozsik · 11 Kovács · 12 Zakariás · 13 Budai · 14 Csordás · 15 Kocsis · 16 Hidegkuti · 18 Palotás · 19 Puskás · 20 Czibor · CT: Sebes                                                                                 | 1 Gellér · 2 Grosics · 3 Buzánszky · 4 Lantos · 8 Dalnoki · 9 Lóránt · 10 Bozsik · 11 Kovács · 12 Zakariás · 13 Budai · 14 Csordás · 15 Kocsis · 16 Hidegkuti · 18 Palotás · 19 Puskás · 20 Czibor · CT: Sebes | Ungheria (bandiera) |

### Pallacanestro
| Atleta | Classifica |
| --- | ---------- |
| V · D · M Nazionale ungherese - Pallacanestro ai Giochi della XV Olimpiade 3 Telegdy · 4 Bokor · 5 Mezőfi · 6 Bánhegyi · 7 Papp · 8 Greminger · 9 Zsíros · 10 Bogár · 11 Simon · 13 Cselkó · 14 Hódy · 15 Czinkán · 16 Komáromi · All. János Páder | 16°        |
| Nazionale ungherese - Pallacanestro ai Giochi della XV Olimpiade |            |
| 3 Telegdy · 4 Bokor · 5 Mezőfi · 6 Bánhegyi · 7 Papp · 8 Greminger · 9 Zsíros · 10 Bogár · 11 Simon · 13 Cselkó · 14 Hódy · 15 Czinkán · 16 Komáromi · All. János Páder                                                                            |            |

### Pallanuoto
| Atleta | Classifica |                     |
| --- | --- | ------------------- |
| V · D · M Nazionale maschile ungherese di pallanuoto · Giochi olimpiaci - Helsinki 1952 Jeney · Vízvári · Lemhényi · Hasznos · Kárpáti · Antal · Fábián · Markovits · Szittya · Gyarmati · Martin · Bolvári · Szívós · CT : Béla Rajki | Oro |                     |
| Nazionale maschile ungherese di pallanuoto · Giochi olimpiaci - Helsinki 1952 | |                     |
| Jeney · Vízvári · Lemhényi · Hasznos · Kárpáti · Antal · Fábián · Markovits · Szittya · Gyarmati · Martin · Bolvári · Szívós · CT: Béla Rajki                                                                                          | Jeney · Vízvári · Lemhényi · Hasznos · Kárpáti · Antal · Fábián · Markovits · Szittya · Gyarmati · Martin · Bolvári · Szívós · CT: Béla Rajki | Ungheria (bandiera) |